# Lijst van voetballers - K
Dit is een lijst van voetballers met een artikel op Wikipedia van wie de achternaam begint met de letter K.

## Ka

### Kaa
- Martin Kaalma
- Harald Kaarman

### Kab
- Junior Kabananga
- Christian Kabasele
- Younès Kaboul

### Kac
- Gojko Kačar
- Ergys Kaçe

### Kad
- Pavel Kadeřábek
- Ferdi Kadıoğlu
- Foued Kadir
- Michal Kadlec
- Václav Kadlec
- Bashkim Kadrii
- Kadú

### Kah
- Oliver Kahn
- Kahraba

### Kai
- Rami Kaib
- Tommi Kainulainen

### Kag
- Shinji Kagawa

### Kak
- Kaká

### Kal
- Željko Kalac
- Saša Kalajdžić
- Ze Kalanga
- Tvrtko Kale
- Darije Kalezić
- Lovre Kalinić
- Nikola Kalinić
- Moussa Kalisse
- Elmar Kaljot
- Ken Kallaste
- Yahya Kalley
- Issa Kallon
- Mohamed Kallon
- Bonaventure Kalou
- Salomon Kalou
- Manfred Kaltz
- Radosław Kałużny

### Kam
- Fatih Kamaçi
- Kunishige Kamamoto
- Aboubakar Kamara
- Boubacar Kamara
- Thomas Kaminski

### Kan
- Fernando Kanapkis
- Dragan Kanatlarovski
- Harry Kane
- Todd Kane
- Markku Kanerva
- William Kanerva
- Jokke Kangaskorpi
- Wilfried Kanon
- N'Golo Kanté
- Piet Kantebeen
- Christopher Kanu
- Nwankwo Kanu

### Kap
- Hans-Josef Kapellmann
- Ahmetcan Kaplan
- Edmond Kapllani
- Olivier Kapo
- Michalis Kapsis
- Stefanos Kapino

### Kar
- Branko Karačić
- Fran Karačić
- Giorgos Karagounis
- Senad Karahmet
- Aitor Karanka
- Amir Karaoui
- Jan Karaś
- Asen Karaslavov
- Michał Karbownik
- Christian Karembeu
- Miroslav Karhan
- Amir Karič
- Ali Karimi
- Frans Karjagin
- Lasse Karjalainen
- Harry Boye Karlsen
- Ģirts Karlsons
- Valeri Karpin
- Andrei Karpovich
- Rick Karsdorp
- Juha Karvinen

### Kas
- Filip Kasalica
- Flamur Kastrati

### Kat
- Josip Katalinski
- Suad Katana
- Christopher Katongo
- Nika Katsjarava
- Noah Katterbach

### Kau
- Tommi Kautonen

### Kav
- Micheil Kavelasjvili
- Iván Kaviedes

### Kaw
- Toru Kawashima
- Andy Kawaya
- Valeri Kazaisjvili

### Kay
- Kayky
- Michael Kayode

## Ke

### Kea
- Robbie Keane
- Roy Keane

### Ked
- Tomasz Kędziora

### Kee
- Kevin Keegan
- Stephen Keel

### Kei
- Abdul Kader Keïta
- Cheick Keita
- Piet Keizer

### Kek
- Matjaž Kek

### Kel
- Ivan Kelava
- Kasey Keller
- Alan Kelly
- Gary Kelly
- Liam Kelly
- Liam Kelly
- Lloyd Kelly

### Kem
- Mario Kempes

### Ken
- Howard Kendall
- Krisztián Kenesei
- Levan Kenia
- Jeff Kenna
- Mark Kennedy

### Keo
- Richard Keogh
- Martin Keown

### Ker
- Christophe Kerbrat
- Zsombor Kerekes
- Tugay Kerimoğlu
- Aslan Kerimov
- Milos Kerkez
- René van de Kerkhof
- Sven van de Kerkhof
- Willy van de Kerkhof
- Kerlon
- Willy Kernen
- Aleksandr Kerzjakov

### Kes
- Stephen Keshi

### Ket
- Jeffrey Ket
- Temoeri Ketsbaia
- Nicolas Kettel
- Rick Ketting

### Kev
- Vahram Kevorkian

### Kew
- Harry Kewell

### Kez
- Mateja Kežman

## Kh
- Mohammad Reza Khalatbari
- Nawaf Al-Khaldi
- Mohammad Reza Khanzadeh
- Saîf-Eddine Khaoui
- Giorgi Kharaishvili
- Houssine Kharja
- Firas Al-Khatib
- Nacereddine Khoualed
- Thanduyise Khuboni
- Itumeleng Khune

## Ki

### Kik
- Kiko (Francisco Miguel Narváez Machón)
- Kiko (Francisco José Olivas Alba)

### Kil
- Kevin Kilbane

### Kim
- Kim Jin-hyeon
- Kim Jin-su
- Kim Seung-gyu
- Jeremi Kimmakon

### Kin
- Ove Kindvall
- Giorgi Kinkladze
- Jari Kinnunen
- Mats van Kins
- Kim Kintziger

### Kip
- József Kiprich
- Ricardo Kip

### Kir
- Chris Kirkland
- Andraž Kirm
- Urmas Kirs
- Ulf Kirsten

### Kis
- Tomislav Kiš
- Bilal Kısa
- Gerd Kische
- Karol Kisel
- Ricardo Kishna
- Sjarhej Kisljak
- Patrick Kisnorbo

### Kit
- Georgi Kitanov
- Joël Kitenge
- Joshua Kitolano
- Kristian Kitov
- Stelios Kitsiou

### Kiv
- Dominique Kivuvu
- Onur Kivrak

### Kiy
- Sofian Kiyine

## Kj
- Jeppe Kjær
- Peter Kjær
- Ole Kjær
- Maurits Kjærgaard

## Kl
- Davy Klaassen
- Aleksander Kłak
- Ivan Klasnić
- Dzintar Klavan
- Ragnar Klavan
- Lorenzo van Kleef
- Mike Kleijn
- Chris Klein
- Peter Kleščík
- Javier Klimowicz
- Jürgen Klinsmann
- Sacha Kljestan
- Alex Klompstra
- Miroslav Klose
- Pepijn Kluin
- Justin Kluivert
- Patrick Kluivert
- Michael Klukowski

## Kn
- Aleksander Knavs
- Dario Knežević
- Richard Knopper
- Jens Martin Knudsen
- Jon Knudsen
- Erling Knudtzon
- Adrian Knup

## Ko

### Kob
- Yu Kobayashi
- Levan Kobiasjvili
- Andrzej Kobylański

### Koc
- Serhat Koç
- Georg Koch
- Paul Koch
- Ján Kocian
- Sándor Kocsis

### Kod
- Meho Kodro
- Jonathan Kodjia

### Koe
- Milan de Koe
- Dmitri Koedinov
- Fjodor Koedrjasjov
- Erwin Koeman
- Ronald Koeman
- Ilja Koetepov
- Konstantin Koetsjajev
- Danny Koevermans
- Daler Koezjajev
- Oleg Koezmin

### Kof
- Christian Kofane

### Koh
- Meho Kodro

### Koj
- Nemanja Kojić

### Kok
- Ahmed Hassan Koka
- Vladimir Kokol

### Kol
- Sead Kolašinac
- Stojan Kolev
- Joonas Kolkka
- Jan Koller
- Marcel Koller
- Roland Kollmann
- Denis Kolodin
- Randal Kolo Muani
- Igor Kolyvanov

### Kom
- Andrej Komac
- Nikolaj Komlitsjenko
- Slobodan Komljenović
- Vincent Kompany

### Kon
- Ghislain Konan
- Karim Konaté
- Losseni Konaté
- Friedrich Koncilia
- Evans Kondogbia
- Amadou Koné
- Bakary Koné
- Terence Kongolo
- Miroslav König
- Gerry Koning
- Marcel Koning
- Muhamed Konjić
- Yasuyuki Konno
- Tuomo Könönen
- Anders Konradsen
- Ezri Konsa
- François Konter
- Lucien Konter
- Bert Konterman

### Koo
- Frank Kooiman

### Kop
- Milan Kopic
- Milan Koprivarov
- Peter Kopteff
- Kamil Kopúnek

### Kor
- Robert Koren
- Otar Korghalidze
- Mihály Korhut
- Ümit Korkmaz
- Igor Kornejev
- Oleg Kornienko
- Viktor Kornijenko
- Sergej Kornilenko
- Ognjen Koroman
- Willem Korsten
- Bok de Korver

### Kos
- Ayouba Kosiah
- Jukka Koskinen
- Kamil Kosowski
- Vladimir Kosse
- Emil Kostadinov
- Erwin Kostedde

### Kot
- Artur Kotenko
- Kiril Kotev
- Arne Kotte
- Mika Kottila

### Kou
- Christian Kouamé
- Kévin Koubemba
- Hamza Koudri
- Konstantinos Koulierakis
- Jason Koumas
- Jules Koundé
- Keijo Kousa
- Leonardo Koutris
- Giorgos Koutroubis

### Kov
- Robert Kovač
- Niko Kovač
- Nikola Kovachev
- Mateo Kovačić
- Darko Kovačević
- Oliver Kovačević
- Ștefan Kovács
- Maksym Koval
- Joeri Kovtoen

### Kow
- Wojciech Kowalczyk
- Dawid Kownacki

### Koz
- Matúš Kozáčik
- Ivan Kozák
- Ján Kozák (1954)
- Ján Kozák (1980)
- Samir Kozarac
- Jozef Kožlej
- Aleksej Kozlov
- Kacper Kozłowski
- Marek Koźmiński
- Vladimír Kožuch

## Kr

### Kra
- Adrie van Kraaij
- Piet Kraak
- Hans Kraay sr.
- Hans Kraay jr.
- Paul Krabbe
- Lody Kragt
- Luka Krajnc
- Radoslav Král
- Ivica Kralj
- Andrej Kramarić
- Chiel Kramer
- Christoph Kramer
- Frank Kramer
- Gerrit Kramer
- Lars Kramer
- Michiel Kramer
- Werner Krämer
- Matías Kranevitter
- Niko Kranjčar
- Zlatko Kranjčar
- Hans Krankl
- Nasredine Kraouche
- Ruud Kras
- Wim Kras
- Miloš Krasić
- Kalojan Krastev
- Roman Kratochvíl
- Ryszard Kraus
- Bernd Krauss
- Vasyl Kravets

### Kre
- Ronald Kreer
- Reinier Kreijermaat
- Hans-Jürgen Kreische
- Dario Krešić

### Kri
- Armin Krings
- Victor Kristiansen
- Rúnar Kristinsson
- Danijel Krivić

### Krk
- Bojan Krkić

### Krm
- Michael Krmenčík

### Krn
- Edi Krnčević

### Kro
- Mogens Krogh
- Michael Krohn-Dehli
- Dennis Krohne
- Paweł Król
- Jan Kromkamp
- Simon Kroon
- Eli Junior Kroupi
- Filip Krovinović

### Krs
- Miloš Krško

### Kru
- Tim Krul
- Paul Krumpe
- Robbie Kruse
- Rick Kruys
- Hendrie Krüzen

### Kry
- Grzegorz Krychowiak
- Waldemar Kryger

### Krz
- Jacek Krzynówek

## Ku

### Kuc
- Michał Kucharczyk
- Cezary Kucharski
- Dušan Kuciak

### Kud
- Nicaise Kudimbana
- Mohammed Kudus

### Kuf
- Samuel Kuffour

### Kuh
- Dieter Kühn

### Kui
- Willy van der Kuijlen
- Dirk Kuijt
- Bas Kuipers
- Toni Kuivasto

### Kuk
- Burim Kukeli

### Kum
- Christian Kum
- Saël Kumbedi

### Kun
- Pierre Kunde
- Jampie Kuneman

### Kup
- Janusz Kupcewicz
- Gerard Kuppen

### Kur
- Kevin Kurányi
- Lothar Kurbjuweit
- Izidor Kürschner
- Marco Kurz
- Layvin Kurzawa
- Rafał Kurzawa

### Kus
- Tomasz Kuszczak

### Kuu
- Raimo Kuuluvainen
- Martti Kuusela

### Kuz
- Josip Kuže
- Ernst Kuzorra

## Kv
- Reidar Kvammen
- Mathias Kvistgaarden
- Zoran Kvržić

## Kw
- Peter van der Kwaak
- Kees Kwakman
- Heinrich Kwiatkowski

A · B · C · D · E · F · G · H · I · J · K · L · M · N · O · P · Q · R · S · T · U · V · W · X · Y · Z